# 莱纳维县 (密歇根州)
萊納維县（英語：Lenawee County）是美國密西根州下半島南部的一個縣，南鄰俄亥俄州。面積1,972 平方公里。根據美國2000年人口普查，共有人口98,890人。縣治亞德里安。
成立於1822年9月10日，縣政府成立於1826年11月20日。縣名是印第安語言「人」的意思。。